# Ixora laotica
Ixora laotica är en måreväxtart som beskrevs av Charles-Joseph Marie Pitard. Ixora laotica ingår i släktet Ixora och familjen måreväxter. Inga underarter finns listade i Catalogue of Life.